# 중임
중임(仲壬)은 상나라의 4대 군주이다. 태어날 때의 이름은 자용(子庸)이었다. 그러나 최근의 고고학적 증거에서는 그 존재가 의심받고 있다.
사마천의 사기에 따르면 아버지 탕과 형인 외병의 뒤를 이어 상나라의 3대 군주가 되었다. 정축(丁丑)년에 왕위에 올랐고 이윤을 재상으로, 박(亳)을 수도로 삼았다. 재위한지 4년 만에 사망하였다. 중임이라는 시호가 주어졌고 조카인 태갑이 뒤를 이었다.
은허에서 발굴된 갑골문에는 상나라 군주의 하나로서 그의 이름이 적혀있지 않았다.